# 히파르코스 목록
히파르코스 목록(Hipparcos Catalogue)은 1989년부터 1993년까지 활동한 유럽 우주국(ESA)의 인공위성인 히파르코스 위성의 관측 자료로 1997년에 발간된 항성 목록이다. 히파르코스 목록은 히파르코스 인공위성의 자료를 이용한 3개의 항성 목록 중 하나이다. (나머지 두개는 《티코 성표》와 《티코-2 성표》이다.)
총 118,218개의 항성이 실려 있다.

## 같이 보기
- 히파르코스 (인공위성)